# Arrastão
|  | Aquest article tracta sobre la tàctica de robatoris massius. Si cerqueu la cançó d'Elis Regina, vegeu «Arrastão (cançó)». |

Arrastão (portuguès) és una tàctica de robatori col·lectiu urbà sorgida en la dècada de 1980 en la platja de Copacabana, a Rio de Janeiro. Consisteix en robatoris consecutius de diners i objectes personals, per part d'un grup nombrós, a vianants, banyistes o assistents a un espectacle públic. La seqüència d'atracaments aprofita el factor sorpresa, essent actuacions que es donen en un curt espai de temps. Sovint, els delinqüents porten armes per atemorir les seves víctimes. El grup pot o no estar organitzat, depenent de la espontaneïtat del robatori.
Aquesta tàctica es pot donar actualment en qualsevol punt del Brasil. Malgrat no ser un terme tècnic en l'àrea de seguretat, és aplicat usualment per premsa i públic quan es donen casos de robatori en sèrie.
El cas més famós d'arrastão va succeir el 18 d'octubre de 1992 en la platja d'Ipanema i va tenir repercussió internacional. També van ser molt comentat els fets succeïts el 10 de juny de 2005 a la platja de Carcavelos de Cascais (Portugal), quan uns joves africans que jugaven entre ells van ser confosos amb lladres, desfermant el pànic entre la població. La premsa local va tenir una polèmica actuació, al carregar contra el col·lectiu immigrant durant dies.
Arrastão és l'augmentatiu d'arrasto (en català, "arrossegament"), la tècnica de pesca amb xarxa.